# Татан
Тата́н (каз. Татан) — село у складі Каркаралінського району Карагандинської області Казахстану. Адміністративний центр Теміршинського сільського округу.
Населення — 619 осіб (2021; 866 у 2009, 1020 у 1999, 1081 у 1989).
Національний склад станом на 1989 рік:
- казахи — 100 %.